# Auximella producta
Espèce
Synonymes
- Auximus productus Chamberlin, 1916

Auximella producta est une espèce d'araignées aranéomorphes de la famille des Macrobunidae.

## Distribution
Cette espèce est endémique du Pérou. Elle se rencontre vers Tincochaca.

## Description
La femelle holotype mesure 7,5 mm.

## Systématique et taxinomie
Cette espèce a été décrite sous le protonyme Auximus productus par Chamberlin en 1916. Elle est placée dans le genre Auximella par Lehtinen en 1967

## Publication originale
- Chamberlin, 1916 : « Results of the Yale Peruvian Expedition of 1911. The Arachnida. » Bulletin of the Museum of Comparative Zoology, vol. 60, no 6, p. 177-299 (texte intégral).